# Neale Richmond
Neale Richmond, né le 15 mars 1983 à Ballinteer, est un homme politique irlandais, membre du Fine Gael (FG). Depuis 2023, il est secrétaire d'État.
Il est Teachta Dála (TD) pour la circonscription de Dublin Rathdown depuis les élections générales de 2020. Il est auparavant sénateur du Panel du travail de 2016 à 2020.

## Éducation
Originaire de Ballinteer, Richmond fait ses études à l'école primaire de Taney Parish et au Wesley College, avant d'être diplômé de l'University College de Dublin, avec un baccalauréat en histoire en 2004 et une maîtrise en sciences politiques en 2005. Il est membre de l'Église d'Irlande.

## Carrière politique
Pendant ses études à l'UCD, Richmond est président de la branche UCD du Young Fine Gael. Après avoir quitté l'université, il commence à travailler pour Gay Mitchell au Parlement européen .
Il est élu au conseil du comté de Dún Laoghaire-Rathdown en 2009 pour représenter la zone électorale locale de Glencullen-Sandyford. Richmond est réélu au Conseil en 2014 au premier tour. À la suite de sa réélection au conseil, il est nommé par le Taoiseach comme l'un des neuf délégués irlandais au Comité européen des régions.
De 2011 à 2016, Richmond est assistant parlementaire d'Olivia Mitchell. Après avoir annoncé qu'elle prendrait sa retraite aux élections générales de 2016, Mitchell soutient Richmond pour qu'il se présente à sa place à Dublin Rathdown , et il est considéré comme le favori pour être sélectionné pour le Fine Gael, mais Josepha Madigan et Alan Shatter le battent pour l'investiture.
Il est élu au Seanad Éireann en 2016 pour le Panel travailliste. Il est nommé président du comité restreint du Seanad à la suite de la décision du Royaume-Uni de quitter l'Union européenne le 23 février 2017.
À la suite des élections générales de 2020, Richmond est élu au Dáil Éireann en tant que député du Fine Gael pour la circonscription de Dublin Rathdown, prenant le deuxième siège dans la circonscription de trois sièges derrière Catherine Martin et devant sa collègue du parti Josepha Madigan.
Le 13 janvier 2023, il est nommé secrétaire d'État au ministère de l'Entreprise, du Commerce et de l'Emploi et secrétaire d'État au ministère de la Protection sociale à la suite de la démission de Damien English.

## Positions politiques
Richmond est un ardent défenseur des intérêts de l'Union européenne et de l'Irlande. Il critique ouvertement le Brexit. Il est chroniqueur chez Slugger O'Toole. Richmond exprime son opposition à la neutralité irlandaise, la qualifiant de « moralement dégénérée ».
Il déclare son désintérêt initial pour la question du mariage homosexuel, mais son soutien ultime à celle-ci.
Il a vivement critiqué le Sinn Féin et l'IRA provisoire. Il est favorable à ce que la république d'Irlande rejoigne le Commonwealth dans le contexte d'une Irlande unie.